# Traje de luces

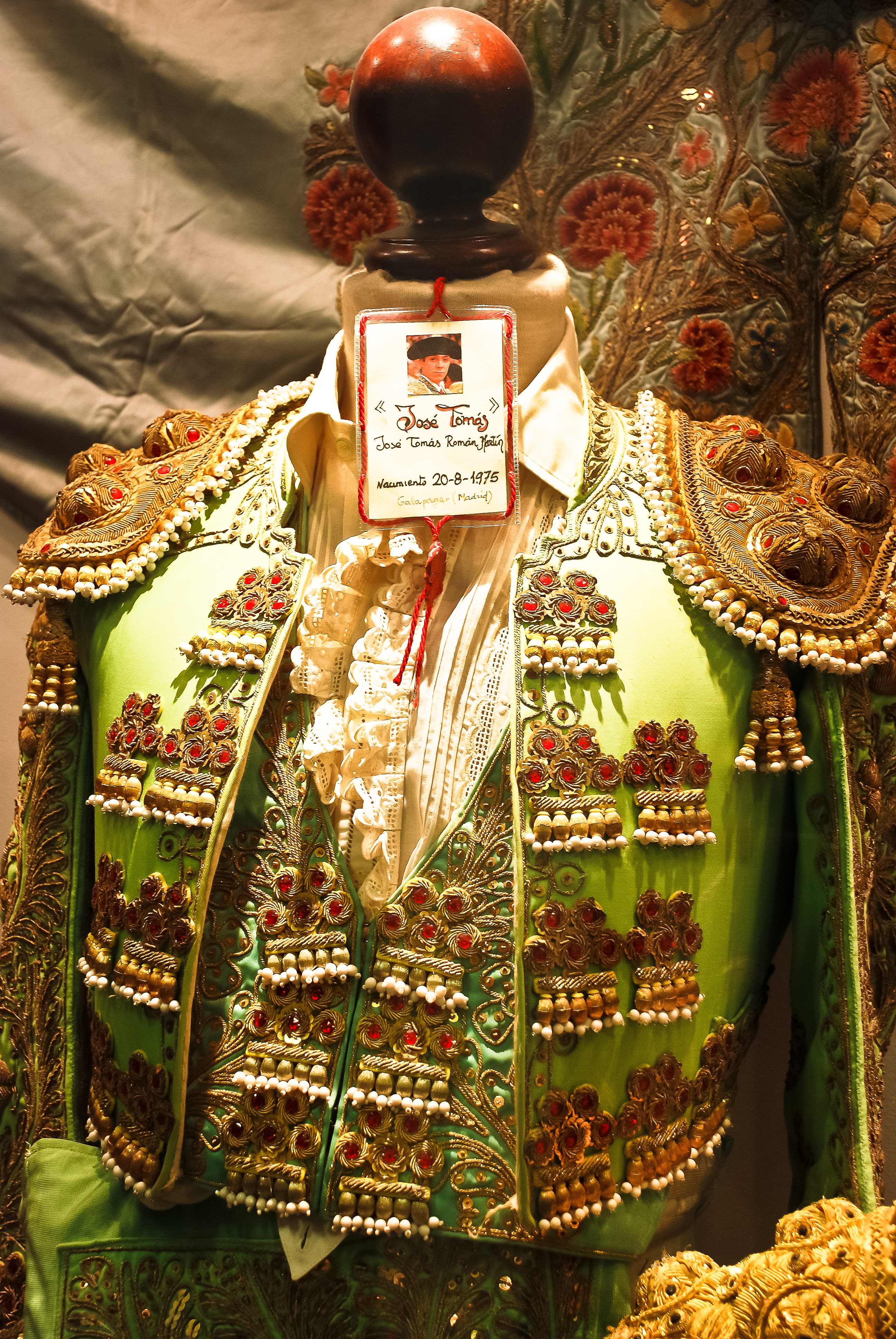
Övre delen av traje de luces. Bilden visar en grön jacka (chaquetilla)

Traje de luces (svenska: ljusdräkt) är en enhetlig uppsättning av kläder som bärs vid tjurfäktningsevenemang. Dräkten har fått sitt namn efter de skimrande paljetter och brodyr som utgör en del av dräktens dekoration. I klassisk spansk tjurfäktning bär vanligtvis enbart matadoren en dräkt med guldskimrande paljetter, medan picadores och banderilleros bär silver- eller svartfärgade paljetter och brodyrmönster.
Dräkten kan utformas på flera olika sätt, då tjurfäktningsevenemang hålls i bland annat Spanien, Portugal, Frankrike, Mexiko, Bolivia, Colombia, Ecuador och Venezuela.

## Beståndsdelar

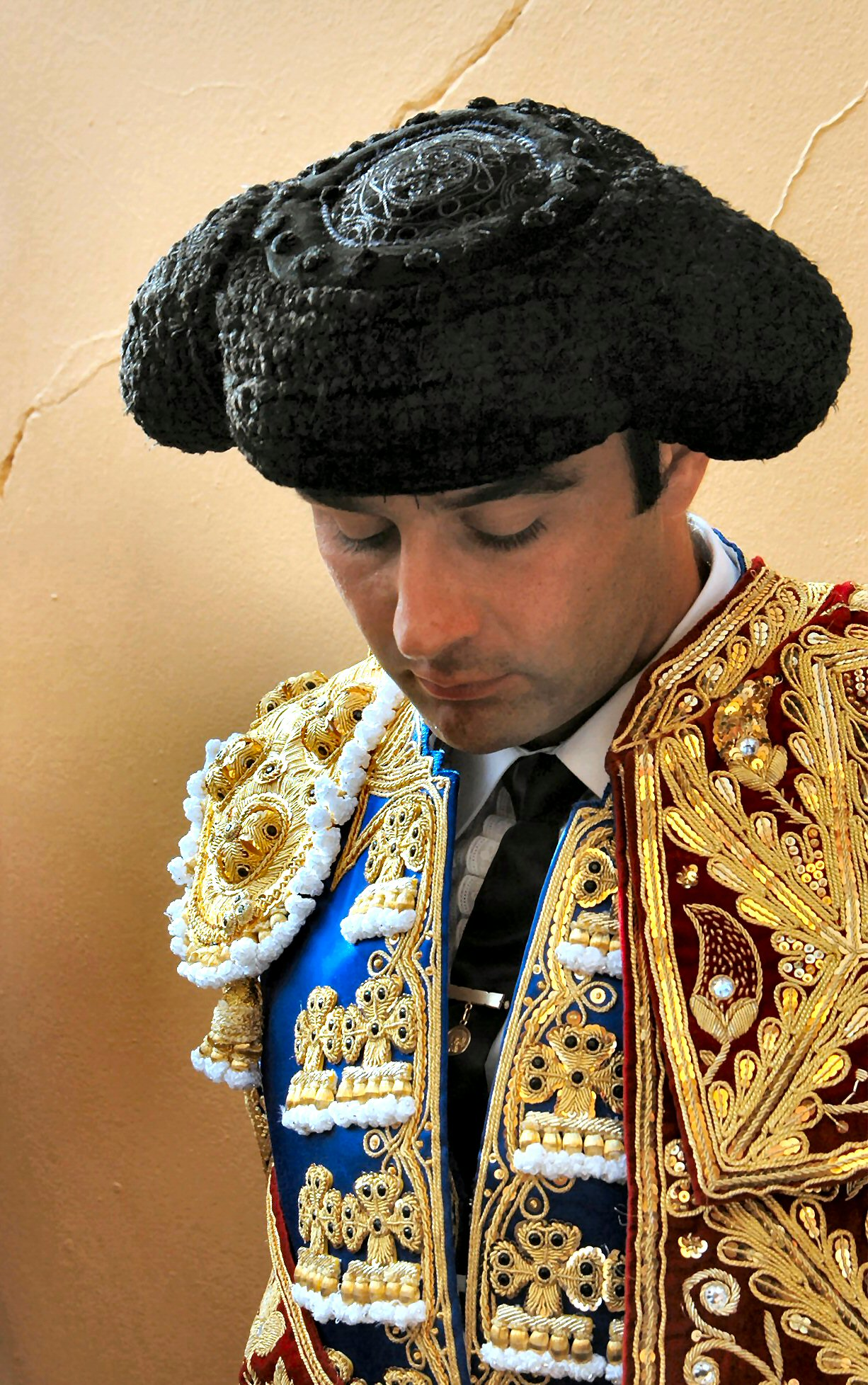
Montera är en typ av hatt.

En traje de luces som en tjurfäktare bär kan bestå av följande delar:
- Montera: en solhatt som tjurfäktaren och subalternos bär på huvudet.

- Corbatín: en halsduk som bärs likt en slips.

- Chaquetilla: en kort utformad jacka med distinkta axelvaddar och broderade mönster samt paljetter. Jackan bärs oknäppt för att tjurfäktaren skall kunna röra på armarna fritt när man skall sticka tjuren.

- Taleguilla: en byxa som sitter åt runt benen för att undvika att tyget fastnar runt tjurens horn. Byxans längd sträcker sig strax under knät, och överlappas av strumporna (medias).

- Medias: knähöga strumpor som används i två olika modeller; vita i bomull eller rosa i sidentyg.

- Camisa: En skjorta, vanligtvis vitfärgad.

- Zapatillas: Platta skor, vanligtvis svarta.

- Capote de paseo: en kort kappa i siden. Plagget används ej under tjurfäktningen då den enbart bärs vid presentationen av tjurfäktaren.

- Castoreño: en rund hatt som picadorer bär.